# Diana-Ioana Calotă
Diana-Ioana Calotă (née Neaga le 24 mai 1986) est une joueuse roumaine de volley-ball. Elle mesure 1,80 m et joue au poste de passeuse. 

## Clubs
| Club               | De        | À         |
| ------------------ | --------- | --------- |
| CSU Metal Galați   | 2004-2005 | 2007-2008 |
| CS Dinamo Bucarest | 2008-2009 | 2009-2010 |
| Tomis Constanța    | 2010-2011 | 2012-2013 |
| CSM Târgoviște     | 2013-2014 | …         |

## Palmarès
- Championnat de Roumanie
  - Vainqueur : 2007, 2008, 2011, 2012.
  - Finaliste : 2015, 2016.
- Coupe de Roumanie
  - Vainqueur : 2007, 2008, 2010, 2011, 2016.
  - Finaliste : 2009, 2012, 2019.
- Supercoupe de Roumanie
  - Vainqueur : 2016.